# قشلاق ملی محمودلار
قشلاق ملی محمودلار یک روستا در ایران است که در استان اردبیل واقع شده‌است. قشلاق ملی محمودلار ۳۵ نفر جمعیت دارد.